# Râul Sohodolul Prelucii
Râul Sohodolul Prelucii este un curs de apă, afluent al râului Sighiștel. 

## Hărți
- Harta Munții Bihor